# Las Cabanas
Las Cabanas (oficialmente y en asturiano: As Cabanas) es una aldea perteneciente a la parroquia de Boal, en el concejo de Boal, comarca de Eo-Navia, Principado de Asturias, España.
Cuenta con una población de 14 habitantes (INE, 2013) y se encuentra a unos 400 m de altura sobre el nivel del mar, a unos 2 km de la capital del concejo, tomando desde ésta la carretera local de 2.º orden BO-1.